# Youssef Mokhtari
Youssef Mokhtari (in arabo يوسف المختاري‎?; Beni Sidel, 5 marzo 1979) è un dirigente sportivo ed ex calciatore marocchino naturalizzato tedesco, di ruolo centrocampista.

## Carriera
Conta 20 presenze e 1 rete in Bundesliga, 11 presenze e 4 reti nella Qatar Stars League, 151 presenze e 35 reti in Zweite Bundesliga, 12 presenze e 1 rete in Ligue 2 e 3 presenze nella Division Nationale.
Ha fatto parte della Nazionale marocchina, nella quale ha disputato 24 incontri e segnato 7 reti tra il 2002 e il 2008.
Il 10 giugno 2014 si trasferisce al F91 Dudelange, dal quale rescinde il contratto sei mesi dopo.